# Capim (Paraíba)
Capim é de um município brasileiro do estado da Paraíba,  cidade do interior localizado na Região Geográfica Imediata de Mamanguape-Rio Tinto. De acordo com o IBGE (Instituto Brasileiro de Geografia e Estatística), no ano de 2022 sua população era estimada em 6.970 habitantes. Área territorial de 79,876 km².

## História
As origens do município remontam ao aldeamento de índios potiguares. Com a invasão dos holandeses, o aldeamento foi abandonado. Posteriormente, os jesuítas retomaram o aldeamento.
O povoamento das terras onde se localiza o município ocorreu a partir do século XIX. O distrito de Capim foi criado em 1959, subordinado ao município de Mamanguape. Em 1994, foi elevado à categoria de vila. A emancipação ocorreu em  27 de dezembro de 1996, e o município foi instalado em 1 de janeiro de 1997. Na divisão territorial de 2007, é constituído de dois distritos: Capim e Olho D´Água do Serrão.

## Geografia
O município localiza-se na unidade geoambiental dos Tabuleiros Costeiros. O clima é tropical chuvoso com verão seco, com chuvas de fevereiro a outubro, com pluviometria média de 1634 mm. A vegetação dominante é a floresta subperenifólia com partes subcadicifólia e transição cerrado/floresta.
Capim está localizado nos domínios da bacia hidrográfica do rio Mamanguape. Os principais cursos d'água são o Rio Mamanguape e Miriri e os riachos Vargem Comprida, Cafundó, Maira, Ribeiro, Pindoba,  Varjota e Cana Brava, todos de regime perene. Conta ainda com as lagoas da Telha, Carapucema, e o açude Almecega.